# Sphaeridium candidum
Sphaeridium candidum är en svampart som beskrevs av Fuckel 1870. Sphaeridium candidum ingår i släktet Sphaeridium, divisionen sporsäcksvampar och riket svampar.   Inga underarter finns listade i Catalogue of Life.